# ベリョーフ

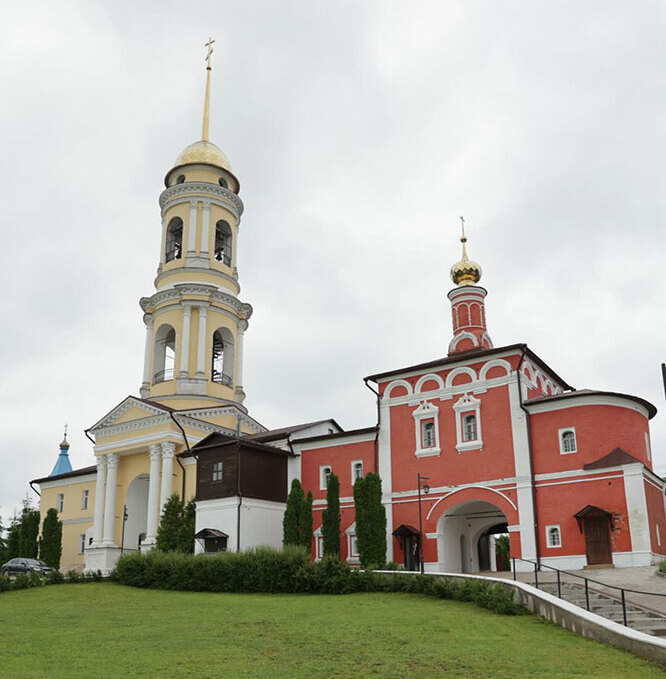

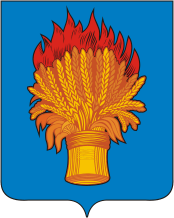
ベリョーフの紋章

ベリョーフ（ロシア語:Белёв；Belyov）は、ロシアのトゥーラ州にある町。人口は1万2846人（2021年）。オカ川上流の左岸に位置する。
ベリョーフの名が年代記に初出するのは1147年のことである。チェルニゴフ公国がモンゴル帝国の侵入で崩壊すると、ベリョーフをはじめとするオカ川上流付近には上オカ公国群と呼ばれる小規模な公国が乱立し、ベリョーフは小さな公国・ベリョーフ公国の都となった。上オカ公国群はモスクワ大公国とリトアニア大公国の間で揺れ、ベリョーフ公もリトアニア大公国への貢納を強いられ13世紀には一時リトアニアの一部となっていたが、1558年にモスクワ大公国に合流した。
1439年、ベリョーフではカザン・ハン国の創始者であるウルグ・ムハンマド率いるタタール軍とロシア軍の間で戦いが起き、ロシア軍は大敗を喫している。ベリョーフは16世紀前半にはしばしばクリミア・ハン国の軍に襲われ略奪を受けた。16世紀後半以後はモスクワ大公国の南の辺境の守りを固めるための要塞や修道院が建設された。
ロシアの大詩人ヴァシーリー・ジュコーフスキー（1783年 - 1852年）が生まれたのはベリョーフ近郊のミシェンスコエ村である。